# Christen Berg

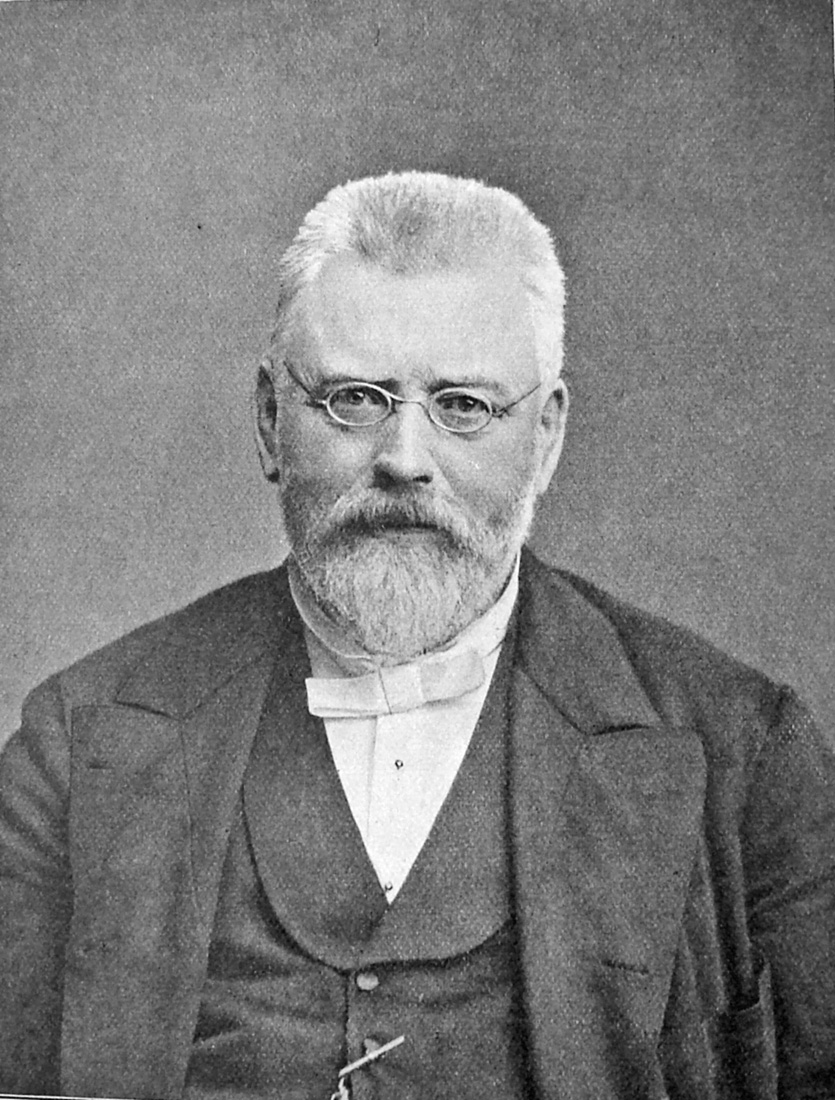
Christen Berg

Christen Berg, född 1829, död 1891, var en liberal dansk politiker.
Han föddes den 18 december 1829 på gården Bjerg i Fjaltrings socken, som Christen Poulsen - efter fadern bonden Poul Madsen.
1848 började han studera på Ranum Seminarium och tog då efternamn efter gården där han var född och uppvuxen.
Seminariets föreståndare, Ludvig Christian Müller, var mycket påverkad av grundtvigianismen - en influens som även kom att prägla Berg livet ut. 1851-1861 var han folkskollärare i Kolding och 1862-74 på Bogø, varefter han övergick till sina politiska uppdrag på heltid.
Redan under sin tid i Kolding var Berg aktiv i kommunpolitiken, och drog sig inte för att uppträda mot den kände amtmannen Orla Lehmann, något som gav honom högt anseende. 1865 valdes Berg in i folketinget där han kom att sitta fram till sin död. Väl invald anslöt han sig till Det Nationale Venstre som 1870 uppgick i Det Forenede Venstre.
Sedan Jacob Brønnum Scavenius Estrup utfärdat en provisorisk finanslag 1877, ville Berg föra en hård politik mot ministären, men fick inte sitt partis stöd, vilket gjorde att han med några meningsfränder bröt sig ur partiet och bildade Folkelige Venstre. I 1879 års val vann han över sitt gamla parti, men samarbetade med detta då han 1881 inledde den så kallade "Visnepolitike" som genom att systematiskt förkasta regeringens förslag och därigenom få den på fall, något som dock misslyckades. Han var 1883-87 folketingets talman.
1886 åtalades han och dömdes till sex månaders fängelse för anstiftande av våld mot tjänsteman, och erhöll i samband med detta en insamlad hedersgåva på omkring 45.000 kronor av sina partivänner.
1884 hade han försonats med Frede Bojsen och de båda bildat en ny grupp Danske Venstre, och 1886 sammanslogs detta parti med Viggo Hørups grupp till ett enat vänsterparti, Riksdagens Venstre. Berg blev ledare för det mäktiga partiet, men kunde dock utföra lite mot den sittande ministären Estrup. Bakom hans rygg började då de andra vänsterledarna Hørup och Bojsen förhandla med Estrup. Berg som förordade en mer oförsonlig politik bröt sig då med några få trogna 1887 ur och bildade "Rene Venstre". Vid folketingsvalet 1890 vann hans parti flera mandat, och tack vare samarbete med Hørup fick partiet ett ganska stort inflytande, men sjuklighet satte stopp för hans fortsatta politiska arbete, och 28 november 1891 avled han.
Berg fick tio barn, bland andra den senare ministern Sigurd Berg.